# 藤村俊介
藤村 俊介（ふじむら しゅんすけ、1963年 - ）は、日本のチェリスト。

## プロフィール
東京都生まれ。桐朋学園大学音楽学部卒業。日本演奏連盟賞受賞。第21回東京国際室内楽コンクール入賞。第58回日本音楽コンクールチェロ部門第2位。桐朋学園オーケストラ、九州交響楽団、新日本フィルなどと共演する。
1989年、NHK交響楽団に入団。1990年東京文化会館にて初リサイタル。1993年アフィニス文化財団の研修員としてドイツに留学し、メロス・カルテットのペーター・ブックに師事。現在NHK交響楽団のフォア・シュピーラー、チェロ四重奏のラ・クァルティーナのメンバーを務める他、フェリス女学院大学講師として後進の指導にも当たるなど、ソロ、室内楽、オーケストラ、と多彩に活躍している。

## CD
- バラ色の光り輝く雲が、ゆったりと流れ
- カサド：無伴奏チェロ組曲
- ダンツァ・エスパニョーラ
- デュオ・アルバム「パッサカリア」with大宮臨太郎

## その他CD
- バキアーナス・ブラジレイラス チェロ・アンサンブル作品集
- 皇帝円舞曲 〜チェロ4本のための作品集9〜
- 15シーンズ 〜チェロ4本のための作品集8〜
- パッサカリア 〜4本のチェロのための作品集7〜
- リベルタンゴ 〜4本のチェロのための作品集6〜
- シンフォニック クァルティーナ 〜4本のチェロのための作品集5〜
- アンダンテ カンタービレ〜4本のチェロのための作品集4〜
- アダージョ 〜4本のチェロのための作品集3〜
- タンゴ クァルティーナ 〜4本のチェロのための作品集2〜
- シャコンヌ 〜4本のチェロのための作品集〜